# Família Espandúnio
Espandúnio (em latim: Spandunius) ou Espanduni (em armênio/arménio: Սպանդունի) foi uma família nobre armênia que teve grande proeminência até o século VII, quando desaparece do registro histórico.

## Nome
Segundo Moisés de Corene, o nome da família deriva da palavra "carnificina, sacrifício" (սպանդ, spand), o que seria uma referência ao ofício que ocuparam. Nicholas Adontz sugeriu que o nome deriva do prenome Esfendadates (Սպանդարատ, Spandarat) dos Camsaracanos.

## História
Para Moisés de Corene, os Espandúnios, junto dos Ziunacanos e Havenúnios, eram uma família de origem não-haíquida e os Espandúnios teriam recebido o ofício de mestre de holocaustos do mítico Valarsaces I, no tempo que a Armênia era pagã. Cyril Toumanoff, ao assumir que estivessem relacionados aos Camsaracanos, afirma que não é provável que ocuparam o ofício citado por Moisés. A Lista Militar (Զորնամակ, Zōrnamak), o documento que indica a quantidade de cavaleiros que cada uma das famílias nobres devia ceder ao exército real em caso de convocação, afirma que podiam arregimentar 300 cavaleiros. Em 420, Abursã tem seu papel nos tumultos que assolam a Armênia nesse momento. Em 555, compareceu ao Segundo Concílio de Dúbio. A família deixa de ser mencionada no registro histórico a partir do século VII.